# 임태경
임태경(任兌卿, Im Tae Kyung, 1973년 7월 4일 ~ )은 대한민국의 성악가이자 뮤지컬 배우이다.

## 학력
- 충암초등학교
- 예원학교 (성악 전공)
- 스위스 Institute Le Rosey in Switzerland (스위스 로제 고등학교 / 수상: MUSIC Excellence Award)
- 미국 Worcester Polytechnic Institute (WPI) 생산공학 학사 (부전공: 성악), 한국 학생회 회장
- 미국 Worcester Polytechnic Institute (WPI) 생산공학 석사
- 미국 Worcester Polytechnic Institute (WPI) 생산공학 박사과정 중퇴
- 미국 Boston University 음악대학원 성악과 합격 (메트로폴리탄 오페라 출신 테너 Richard Casily 사사)

## 활동
그는 음악 장르의 경계를 초월하여 폭넓게 활동하며 노래하는 음악가이다. 여섯살의 어린 나이에도 노래로 '한일 청소년 음악제 전체 그랑프리'를 수상하는 등 탁월한 재능을 나타냈으며, 중학교 때부터 성악을 전공하였고, 클래식부터 대중가요, 팝페라 등 어떤 장르의 노래이든지 가림이 없이 소화해내며, 많은 대형 뮤지컬에서 주인공 배역으로 노래와 연기력을 인정받았음을 뉴스 기사들을 통해 확인할 수 있는 다재다능의 전천후 뮤지션으로 통한다.

## 수상 및 그 외 활동
- 2017년 12월 '제25회 대한민국 문화연예대상' 대한민국 뮤지컬 대상 수상
- 2012년 12월 '야구단 조마조마, 불우아동돕기 친선경기 개최'[3]
- 2012년 6월 '제2회 TV리포트배 우수연예인 초청 야구대회 우승'[4]
- 2010년 9월 '민선5기 서울시 홍보대사' ~ 2012년 '희망서울 홍보대사' 연임
- 1991년 ~ 1992년 'Music Excellence Award' 2년 연속 수상( in Le Rosey)
- 1978년 '한일 청소년 음악제' 전체 그랑프리 수상